# Otto Isakower
Otto Isakower (2. června 1899 – 10. května 1972) byl rakouský psychiatr a psychoanalytik zabývající se především problematikou snu, spánku a tzv. hypnagogních stavů, tedy psychických jevů na rozhraní bdění a spánku, které nelze přiřadit ani ke snu, ani k fantazii, ani k halucinaci.

## Život
Roku 1923 vystudoval medicínu, se specializací na psychiatrii, na Vídeňské univerzitě. Poté pracoval na vídeňské Wagnerově klinice (Julius Wagner-Jauregg's klinik), mimo jiné po boku Heinze Hartmanna, budoucího slavného psychoanalytika. K psychoanalýze ho ovšem přivedl Paul Federn. Členem Vídeňské psychoanalytické společnosti (řízené tehdy Sigmundem Freudem) se stal roku 1925.
Jakožto Žid musel z Rakouska obsazeného nacisty uprchnout roku 1938. Emigroval nejprve do Británie a pracoval jako psychoanalytik v Liverpoolu a Manchesteru. Podílel se na uspořádání Freudových Sebraných spisů. Roku 1940 se odstěhoval do New Yorku. Zde ovlivnil řadu vlivných newyorských analytiků.

## Dílo
Isakower se v rámci psychoanalýzy nejvíce proslavil definováním tzv. Isakowerova fenoménu. Ten patří k hypnagogním stavům. Jde o představu, již má usínající, že se proti jeho obličeji blíží obří, měkká, těstovitá hmota. Podle Isakowera jde o regresi "tělesného Ega", v podstatě o návrat do stavu kojence u mateřského prsu. Isakowerův fenomén byl poprvé definován roku 1936 v článku Beitrag zur Pathopsychologie der Einschlafphänomen. Koncept později ovlivnil zejména Bertrama D. Lewina při formulování konceptu takzvané "snové stěny".